# Hans Leonard Svedenhielm
Hans Leonard Svedenhielm, född 3 september 1734 på Morstaberg i Vårdinge socken, död 1 april 1820 i Stockholm, var en svensk militär.
Hans Leonard Svedenhielm var son till överstelöjtnant Hans Svedenhielm och friherrinnan Hedvig Charlotta Hummerhielm. Han blev kadett vid artilleriet 1746, furir där 1748, sergeant vid artilleriet i Göteborg samma år och styckjunkare på Stockholms stat 1752. Svedenhielm blev bataljonsadjutant vid artilleriet 1756, sekundadjutant vid artilleriregementet i Stockholm samma år och kommenderades till fältartilleriet i Pommern i augusti 1757. Här deltog han i pommerska kriget och belägringen av Peenemünde skans, blev kapten vid fribataljonen i oktober 1758 och deltog i slaget vid Anklam 1760. Svedenhielm blev 1762 placerad vid Änkedrottningens livregemente på Sveaborg, kompanichef där 1765, major i armén 1772, placerad vid bataljonen av Änkedrottningens livregemente i Stockholm samma år, major vid Änkedrottningens livregemente 1782, överstelöjtnant i armén 1784 och överstelöjtnant vid Änkedrottningens livregementes bataljon i Stockholm samma år. Han blev överste i armén 1788 och deltog i Gustav III:s ryska krig där han 6 maj 1790 blev fången vid Anjala. Svedenhielm var 1791–1793 chef för Änkedrottningens livregemente. Han var ägare till Bankesta i Överjärna socken som han senare gav bort till sina kusindöttrar och sin fru Catharina Helena Lovisins brorsdöttrar. Svedenhielm blev riddare av Svärdsorden 1770.